# رسول چونایف
رسول چونایف (ترکی آذربایجانی: Rəsul Çunayev؛ زادهٔ ۷ ژانویه ۱۹۹۱) یک کشتی‌گیر اهل جمهوری آذربایجان است.
از افتخارات وی می‌توان به کسب مدال برنز وزن ۶۶ کیلوگرم بازی‌های المپیک تابستانی ۲۰۱۶ و مدال طلا وزن ۷۱ کیلوگرم کشتی فرنگی مسابقات قهرمانی کشتی جهان ۲۰۱۵ و دو مدال برنز وزن ۷۱ و ۷۲ کیلوگرم مسابقات قهرمانی کشتی جهان ۲۰۱۴ ومسابقات قهرمانی کشتی جهان ۲۰۱۸ اشاره کرد.

## المپیک ۲۰۱۶ ریو
چونایف در سال ۲۰۱۶ میلادی در المپیک ریو در وزن ۶۶ کیلو حاضر بود توانست با سه پیروزی برابر میگل مارتینز از کوبا، اسلام‌بک آلبیف از روسیه، طارق عزیز بن عیسی از الجزایر به مرحله نیمه نهایی برسد، در این مرحله اما با مقابل میهران هاروتیونیان کشتی‌گیر ارمنستان تن به شکست داد تا به دیدار رده‌بندی برود، چونایف در دیدار رده‌بندی توانست هان‌سو ریو کشتی‌گیر کره جنوبی را شکست دهد و به مدال برنز دست یابد.

## مسابقات قهرمانی کشتی جهان ۲۰۱۸
چونایف  در وزن ۷۲ کیلوگرم کشتی فرنگی مسابقات قهرمانی کشتی جهان ۲۰۱۸ بوداپست حاضر بود که در مسابقه های اول و دوم اینوئه توموهیرو از ژاپن و محمدعلی گرایی از ایران را شکست داد اما در نیمه نهایی به فرانک اشتبلر از آلمان باخت و به دیدار رده‌بندی رفت. وی در دیدار رده‌بندی ابویزید مانتسیگوف از روسیه را شکست داد و مدال برنز وزن ۷۲ کیلوگرم را بدست آورد.